# Monika Rosa
Pour les articles homonymes, voir Rosa.
Monika Anna Rosa, née le 24 avril 1986 à Czeladź, est une personnalité politique et politologue polonaise, membre de la 8e, 9e et 10e Diète de la république de Pologne.

## Jeunesse
Monika Anna Rosa est silésienne. Elle grandit à Gliwice, d'où sont originaires ses parents.
Elle obtient un diplôme en sciences politiques de la Faculté des sciences sociales de l'université de Silésie à Katowice. 

## Début de carrière
Elle travaille d'abord à Radio CCM et de 2008 à 2010, elle y occupe le poste de coordinatrice du département RH d'Opteam Pologne à Katowice. À partir de 2010, elle est fonctionnaire à chancellerie de la présidence de la République de Pologne (en) sous la présidence de Bronisław Komorowski et devient directrice adjointe de l'équipe des services actuels au Cabinet du Président de la République de Pologne,. Elle est chargée de coordonner les célébrations du 25e anniversaire des élections de 1989.
Elle a co-fondé le magazine Liberté! (pl), et est devenue membre de son comité de rédaction. Elle est active au Centre des jeunes (pl), puis au sein de Projekt: Polska (pt).

## Carrière politique
Aux élections législatives de 2015, elle se présente au Sejm dans la  Circonscription électorale n° 31 au Sejm de la République de Pologne (pl) en première position sur la liste Nowoczesna de Ryszard Petru. Elle est élue députée du 8e mandat, obtenant la 20e place et 20 126 voix. Aux élections de 2019, elle s'est présentée avec succès à la réélection au nom de la Coalition civique, obtenant 13 918 voix. Durant la 9e législature, elle devient membre, entre autres, de Commission des minorités nationales et ethniques (pl),  Commission de la politique sociale et de la famille (pl) et la Commission de la santé (Sejm) (pl). Aux élections de 2023, elle remporte un siège parlementaire pour la troisième fois consécutive (avec un résultat de 44 857 voix. Elle devient présidente Commission de l'enfance et de la jeunesse (pl), vice-présidente de la commission des minorités nationales et ethniques et membre de la commission de la politique sociale et de la famille.
Elle s'est impliquée en favoir du droit à l'avortement. Son parti et elle-même soutiennent la libéralisation des lois sur l'avortement et à la dépénalisation de l'aide à l'avortement en Pologne.

## Résultats électoraux
| Année | Parti politique et législature | Parti politique et législature | District | Résultat        |
| ----- | ------------------------------ | ------------------------------ | -------- | --------------- |
| 2015  | Moderne                        | 8e législature                 | 31       | 20 126 (4,89 %) |
| 2019  | Coalition civique              | 9e législature                 | 31       | 13 918 (2,96%)  |
| 2023  | Coalition civique              | 10e législature                | 31       | 44 857 (8,53%)  |